# 孺子𪏆
孺子𪏆（?—?），中国春秋時期鲁国政治人物，鲁哀公的幼子，被父亲疼爱。《礼记·檀弓》记载孺子𪏆去世时，鲁哀公曾经向孔子的弟子有若问安葬之礼。